# 1902年の航空
< 1902年
1901年の航空 - 1902年の航空 - 1903年の航空

## 航空に関する出来事

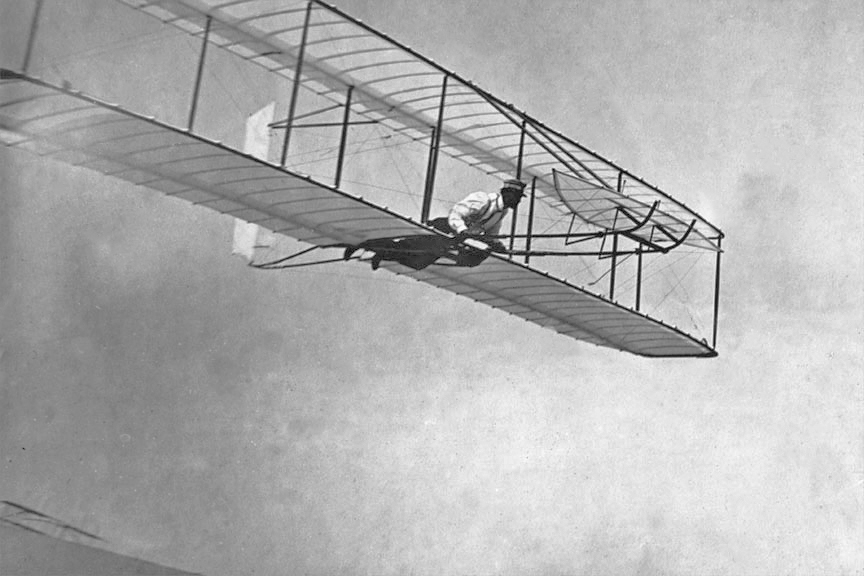
ライト兄弟の3号グライダー

- 1902年 - ライト兄弟が3号グライダーで、700回以上の滑空実験を行った。
- 1月17日 - グスターヴ・ホワイトヘッドが、エンジン付きの機体「ナンバー22」でロング・アイランド海峡を越える10km（7マイル）の飛行をしたと主張。
- 2月4日 - 南極大陸で、ロバート・スコットとアーネスト・シャックルトンが初の気球による飛行を行う。水素気球で240m上昇し、空中写真を撮った。
- 4月30日 - アメリカの技術者、オクターヴ・シャヌートがミズーリ州で開かれたセントルイス航空展覧会で1896年に作ったグライダーによる飛行の展示をおこなった。
- 5月12日 - ブラジル人のアウグスト・セヴェーロが設計した飛行船「Pax号」がパリで飛行中に爆発し、セヴェーロら2人の乗員が死亡した。
- 5月15日 - アメリカでライマン・ギルモアが、蒸気機関を搭載した固定翼機で飛行に成功したと主張。
- 10月13日 - パリで、ハンガリー生まれのフランスの外交官、Herlad de Bradskyと電気技師ポール·モランが飛行船のテスト飛行で、約600フィート（183メートル）の高度で、ゴンドラが外れる事故を起こし、2人は死亡した[1]。